# Каменець (притока Іпеля)
Каменець (словац. Kamenec) — річка в Словаччині; ліва притока Іпеля довжиною 25.6 км. Протікає в окрузі Левіце.
Витікає в Угорщині; 3 км тече територією Словаччини. Протікає територією міста Шаги де і впадає в Іпель.